# Mathilde Broly
Mathilde Broly (née le 13 novembre 2000) est une joueuse d'échecs française. Elle a été cinq fois championne de France d'échecs des jeunes, et a terminé au total neuf fois sur le podium, dans diverses catégories d'âge, dont huit consécutivement.

## Palmarès lors des championnats de France d'échecs des jeunes
Les premiers titres notables remportés par Mathilde Broly l'ont été lors des championnats de France d'échecs des jeunes. En 2007, lors du championnat qui s'est déroulé à La Roche-sur-Yon, elle termine deuxième, derrière Maëlyss Ragot-Gaufreteau, championne de France des petites poussines,. À partir de cette année, elle va finir huit fois consécutivement sur le podium, jusqu'en 2014 inclus. L'année suivante, donc en 2008,  elle termine à la troisième place, à Aix-les-Bains. C'est dans la catégorie des moins de 10 ans qu'elle se distingue particulièrement, remportant deux fois consécutivement le championnat : d'abord à Aix-les-Bains en 2009, devant Mathilde Chung, puis devant Julie Guérin à Troyes.
En 2011, à Montluçon, elle est troisième pupille, derrière Roxana Hug et Anaëlle Afraoui. Elle remporte le titre dans cette catégorie l'année suivante, à Nîmes. C'est ensuite à Saint-Paul-Trois-Châteaux qu'elle apparaît pour la septième fois consécutive sur le podium. Elle est deuxième cadette, derrière Mathilde Chung. En 2014, elle est championne de France devant Florence Rollot et Amélie Imperor, à Montbéliard.
Deux ans plus tard, en 2016, Mathilde Broly est à nouveau championne de France, chez les moins de 20 ans cette fois-ci, devant Amélie Imperor et Fanny Mathey.

## En équipe de France
Mathilde Broly a remporté la première place avec l'équipe de France lors du championnat de l’Union Européenne des jeunes 2008 à  Mureck en Autriche avec l’équipe de France.